# Терпінеол
Терпінео́ли — три ізомерні монотерпенові спирти. Існують у вигляді таких ізомерів:
| (R)-(+)-α-терпінеол (1-пара-ментен-8-ол) | (S)-(−)-α-терпінеол (1-пара-ментен-8-ол) | β-терпінеол (8-пара-ментен-1-ол) | γ-терпінеол (8-пара-ментен-1-ол) | δ-терпінеол |
|                                          |                                          |                                  |                                  |             |

## Властивості
| Сполука           | Тпл, °C | Ткип, °C           | d20    | n20 d  | [α]20 D  |
| ----------------- | ------- | ------------------ | ------ | ------ | -------- |
| (±)-α-терпінеол   | 35-37   | 219                | 0,9350 | 1,4831 |          |
| (+)-α-терпінеол   | 37      | 219-221            | 0,9430 | 1,4831 | (+100,5) |
| (–)-α-терпінеол   | 38-40   | 219                | 0,9364 | 1,4819 | (-117,5) |
| цис-β-терпінеол   | 36      | 78,1 (5 мм рт.ст.) | 0,9260 | 1,4793 |          |
| транс-β-терпінеол | 32-33   | 209                | 0,9230 | 1,4747 |          |
| γ-терпінеол       | 68-70   | 218                | 0,9412 | 1,4912 |          |

Мають запах квітів: α-терпінеол — запах бузку; β-терпінеол — запах гіацинту; γ-терпінеол — запах троянди.
Розчинні у етанолі, пропіленгліколі та ін. органічних розчинниках. Розчинність у воді 0,5 % (мас.)
При дії KMnO4 терпінеоли окиснюються з утворенням пара-ментантріолів. Гідратація терпінеолів веде до терпінгідрату. При дегідратації терпінеолів одержують суміш діпентену, терпіненів та терпінолену.

## Одержання
(±)-α-Терпінеол одержують дегідратацією терпінгідрату або прямою гідратацією α-пінену.
α-Терпінеол може бути отриманий із терпіну, який у свою чергу отримується 25%-вою обробкою скіпідару сірчаною кислотою. 
Взагалі під дією кислот багато аліфатичних монотерпенів легко циклізуються (приклад для гераніолу, ліналоолу, лімонену):

α-Терпінеол може бути отриманий виходячи з метилакрилату, ізопрену й метиліодиду:

## Терпінеол у природі
Терпінеоли (переважно α-терпінеол) є в багатьох ефірних оліях, його містять померанцева олія, камфорна олія, геранієва олія, веролієва олія, петігренова олія і ін.). β- и γ-терпінеоли зустрічаються рідше.

## Технічний терпінеол
Технічним терпінеолом називають суміш трьох ізомерних терпенових спиртів – α, β, γ-терпінеолів. 
Технічний терпінеол отримують із скипидару шляхом гідратації його розведеними мінеральними кислотами (сірчаною і азотною) з наступним відщепленням води від створеного при цьому терпінгідрату.

## Застосування
Терпінеоли використовують для синтезу духмяних речовин, як компоненти харчових есенцій. Крім того, застосовуються як розчинники, пластифікатори, флотаційні реагенти, у парфумерії. Мають антимікробні властивості. α-Терпінеол має запах, який нагадує запах бузка. 